# Grande Teatro de Pyongyang Oriental

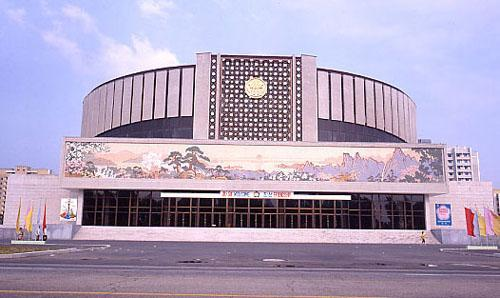
Fachado do Grande Teatro do Leste de Pyongyang.

O Grande Teatro de Pyongyang Oriental (Inglês: Grand Theatre de East Pyongyang) é um teatro com 2.500 lugares localizado na capital norte-coreana, Pyongyang. Foi o local do concerto de 2008 da Orquestra Filarmônica de Nova York, que foi a primeira visita cultural significativa à Coreia do Norte, pelos Estados Unidos, desde a Guerra da Coréia. 
O hall foi construído em 1989 e é normalmente um local para apresentações que celebram os líderes dinásticos e as realizações nacionais da Coréia do Norte, e "óperas revolucionárias que retratam as lutas da Coreia do Norte em música e dança". antes do concerto, ele tinha hospedado uma ópera homenageando Kim Jong-suk, a mãe do líder norte-coreano Kim Jong-il.
No dia de Ano Novo de 2007, após a reconstrução, o teatro sediou a Trupe de Arte Mansudae. Seu palco "massivo" precisava de uma concha acústica construída para projetar adequadamente o som da orquestra. O teatro foi escolhido especificamente por Zarin Mehta, que rejeitou a casa da Sinfonia do Estado da Coreia do Norte por ser muito pequena. 
O tamanho total é de mais de 62.000 metros quadrados. Um grande salão de colono (lobby) inclui um mural de Ulrim Falls. Segundo um jornalista da Reuters, sua arquitetura é "comunista branda", e uma "estrutura volumosa e desorganizada na qual os locais lutam para se manter aquecidos e iluminados à noite".